# Geheime Staatspolizei

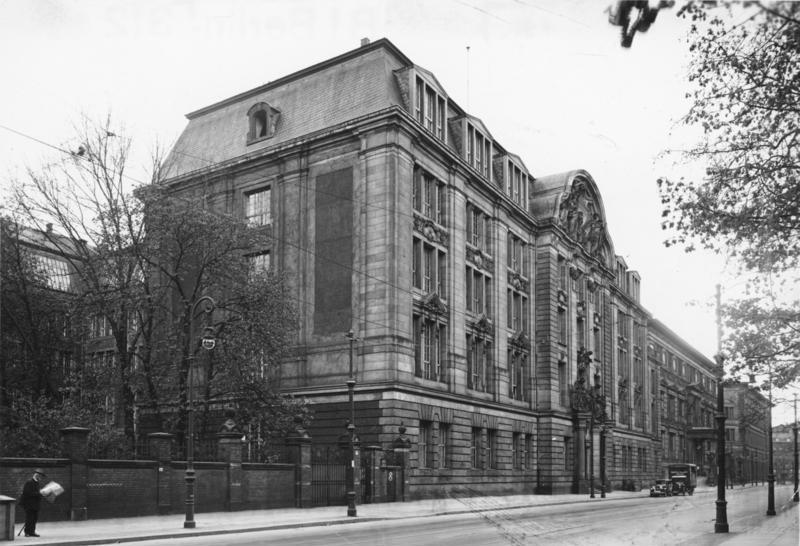
Geheimes Staatspolizeihauptamt; Prinz-Albrecht-Straße 8 in Berlin (1933)

Die Geheime Staatspolizei, kurz Gestapo genannt (bis 1936 auch Gestapa für Geheimes Staatspolizeiamt), war die politische Polizei des deutschen Regimes in der Zeit des Nationalsozialismus von 1933 bis 1945. Sie besaß weitreichende, unkontrollierte Machtbefugnisse bei der Bekämpfung politischer Gegner, zu denen nicht nur Oppositionelle, sondern nach der nationalsozialistischen Ideologie etwa auch Juden, „Zigeuner“, „Asoziale“ und Homosexuelle gehörten. Die Gestapo war berüchtigt für ihre brutalen Foltermethoden und mit hauptverantwortlich für den Holocaust und Porajmos. In den Nürnberger Prozessen wurde sie daher zu einer verbrecherischen Organisation erklärt.
Die Gestapo entstand kurz nach der Machtergreifung der NSDAP 1933 aus der Preußischen Geheimpolizei sowie aus den entsprechenden Bereichen der Polizei der Länder der Weimarer Republik. 1939 wurde die Gestapo in das Reichssicherheitshauptamt (RSHA) (Amt IV) eingegliedert.

## Organisatorische Entwicklung

### Gründung 1933 und erste Jahre bis 1936

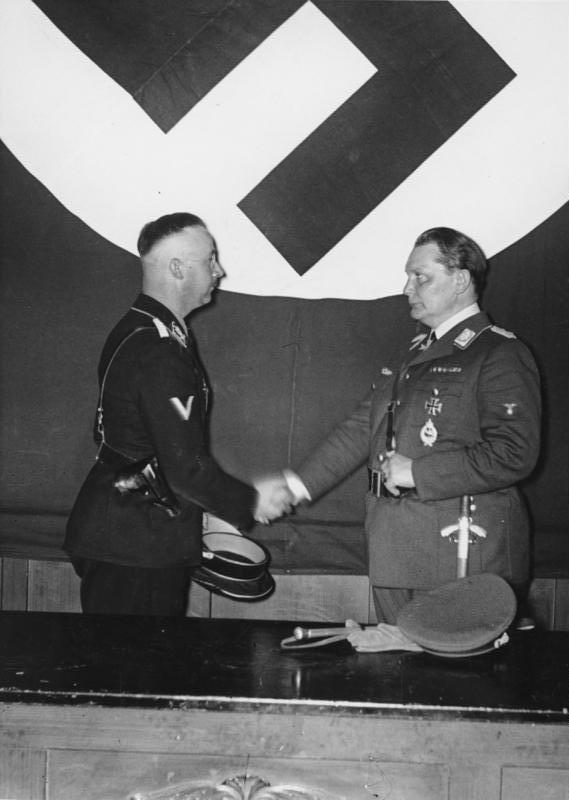
Hermann Göring ernennt Heinrich Himmler zum Chef der Gestapo (Berlin, 20. April 1934)

Am 30. Januar 1933 ernannte Reichspräsident Paul von Hindenburg Adolf Hitler zum Reichskanzler, der wiederum Hermann Göring als Reichskommissar für das preußische Innenministerium in sein Kabinett berief. Dieser bestimmte seinerseits am selben Tag den Leiter der politischen Polizeitruppe des preußischen Innenministeriums (3 Referate der Abteilung II), Rudolf Diels, zum Leiter der Abteilung I A, der politischen Polizei Preußens, deren Hauptaufgabe die Beobachtung und Bekämpfung politischer Gegner war. Am 3. März 1933 hob eine preußische Ministerialverordnung die bis dahin geltenden Kompetenzbeschränkungen der Polizei auf. Damit war ein erster Schritt zur Entlassung der Gestapo aus der Bindung an die Gesetze vollzogen. Am 11. April wurde Göring auch preußischer Ministerpräsident. Mit seinem Erlass vom 26. April 1933 wurde die Preußische Geheimpolizei aus dem Polizeiapparat ausgegliedert und das Geheime Staatspolizeiamt (Gestapa) gebildet, welches dem preußischen Minister des Innern, Hermann Göring, direkt unterstellt war und die Stellung einer Landespolizeibehörde hatte. Diels sagte einmal über die Bezeichnung Gestapa/Gestapo, sie sei eine selbstständige Erfindung der Reichspost gewesen, die den langen Namen der Dienststelle eigenmächtig abgekürzt und die verwendeten Laufstempel damit versehen habe. Mit dem zweiten Gestapo-Gesetz vom 30. November 1933 wurde die Gestapo ein völlig selbstständiger Zweig der inneren Verwaltung, welche direkt dem Ministerpräsidenten (Göring) unterstellt war. Mit Erlass vom 9. März 1934 übertrug Göring auch die oberste Leitung der Landespolizei vom Amt des Preußischen Innenministers auf das Amt des Preußischen Ministerpräsidenten, bevor mit Wirkung vom 1. Mai 1934 Wilhelm Frick auch preußischer Innenminister wurde.
In den ersten Jahren der NS-Herrschaft war der Machtkampf um die Leitung der politischen Polizei im Reich noch nicht entschieden. Von 1933 bis 1936 kam es zu Rivalitäten bezüglich der Umstrukturierung und Leitung der Polizeieinheiten, vor allem zwischen Hermann Göring, Heinrich Himmler und Reichsinnenminister Wilhelm Frick. Himmler hatte, ausgehend von Bayern, bis April 1934 nach und nach die Zuständigkeiten für die politische Polizei in den nicht-preußischen Ländern (bis auf das kleine Schaumburg-Lippe, welches erst nach Preußen folgte) auf seine Person vereinigt.
Am 1. April 1934 wurde Diels als preußischer Gestapo-Chef entlassen und am 20. April 1934 wurde Heinrich Himmler Inspekteur und stellvertretender Chef der preußischen Gestapo, tatsächlich hatte er aber schon die Befehlsgewalt. Die direkte Leitung wurde an Reinhard Heydrich, zuvor Chef der Bayerischen Politischen Polizei (BPP) und dort Himmler unterstellt, übergeben. Jetzt entwickelte sich die Gestapo zu einer flächendeckenden Großorganisation zur Bespitzelung der Bevölkerung und Ausschaltung von Regimegegnern, die eng mit der SS verwoben war. Organisatorisch und rechtstechnisch wurde sie dabei stark durch Heydrichs Stellvertreter Werner Best geprägt. Göring versuchte noch, die Gestapo in Preußen wieder unter seine Kontrolle zu bekommen, aber am 20. November 1934 sah er sich genötigt, Himmler die Geschäfte der gesamten preußischen Geheimen Staatspolizei unter dessen alleiniger Verantwortung zu übertragen. Göring dagegen konzentrierte sich nunmehr auf den Ausbau der Luftwaffe.

### Entwicklung ab 1936

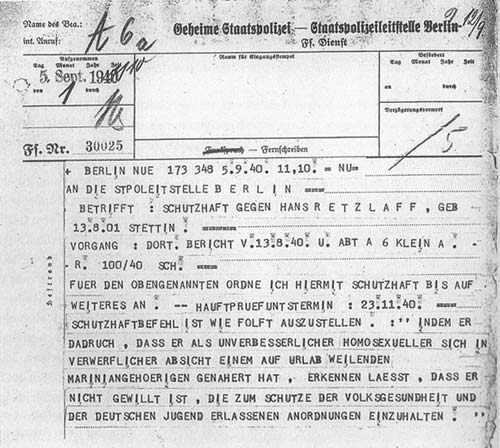
Gestapo-Anordnung auf Schutzhaft gegen einen „unverbesserlichen Homosexuellen“ (Berlin 1940)

Am 17. Juni 1936 wurde Heinrich Himmler auf der Grundlage von Hitlers „Erlass des Führers und Reichskanzlers über die Einsetzung eines Chefs der deutschen Polizei im Reichsministerium des Inneren“ zum Chef der gesamten deutschen Polizei ernannt.
Damit waren die unterschiedlichen Polizeiverbände wie Schutzpolizei, Gendarmerie und Gemeindepolizei nicht mehr unter einer Aufsicht der Innenministerien der Länder, sondern die Polizei wurde zentralisiert. Offiziell war Himmler (bis er ab dem 20. August 1943 dieses Amt selbst bekleidete) noch dem Reichsinnenminister Wilhelm Frick unterstellt, faktisch war er aber nun einer der mächtigsten Männer im Staat. Er strukturierte die Polizeiverwaltung grundlegend um. Himmler hatte die „Ordnungspolizei“ und die „Sicherheitspolizei“ separat untergliedert. Ihm wurde die Gestapo nun auch nominell unterstellt. Insbesondere die Staatspolizeistellen (politische Polizei) in den nicht-preußischen Ländern wurden zu diesem Zeitpunkt eindeutig der Gestapo zugeordnet, wenngleich die Gauleiter, wie zum Beispiel in Hamburg, noch immer Einfluss auf die Arbeit der Staatspolizeistellen nahmen. Die Gestapo wurde mit der Kriminalpolizei in dem Amt Sicherheitspolizei (Sipo) zusammengelegt, deren Leitung wiederum Reinhard Heydrich übernahm. Unmittelbar zuständig für die Bekämpfung der Regimegegner war die Gestapo als Abteilung II (Politische Polizei), deren Leitung Heinrich Müller innehatte. Zusätzlich wurde die Gestapo nun zu einem Repressionsinstrument, um gegen die politischen Gegner des Nationalsozialismus vorzugehen. Allerdings wurde vor allem die Minderheit der Juden verfolgt. Daneben ging es auch gegen andere Minderheiten wie Homosexuelle, so genannte „Asoziale und Arbeitsscheue“ sowie die im Untergrund aktiven Zeugen Jehovas.

### Gemeinsame Ausbildung von Gestapo, Kriminalpolizei und SD ab 1938
Ein Erlass vom 18. Februar 1938, der Laufbahnrichtlinien für den Vollzugsdienst von Sicherheitspolizei (Kripo, Gestapo) und SD (Sicherheitsdienst) regelte, schrieb für Kripo, Gestapo und SD einen gemeinsamen Ausbildungsgang vor.
Die Bewerber des einfachen Polizeivollzugsdienstes und des Unterführerdienstes des SD absolvierten eine zwölfmonatige Ausbildung. Davon bestanden neun Monate aus Praktika bei Dienststellen der Kriminalpolizei, der Staatspolizei und des SD. Kripo-Anwärter verbrachten davon acht Monate bei der Kripo und einen Monat beim SD. Anwärter von Gestapo und SD gingen fünf Monate zur Staatspolizei und je zwei Monate zu Kripo und SD. Anschließend erfolgte ein dreimonatiger Kurs an der Kriminalfachschule der Sicherheitspolizei in Berlin-Charlottenburg. Die Ausbildung endete mit der 1. Fachprüfung zum Kriminalassistenten.
Die Einstellung in den gehobenen Kriminalpolizeidienst erfolgte nach einer Eingangsprüfung als Kriminalkommissaranwärter. Nach dreizehn Monaten praktischer Ausbildung wurde der Anwärter zu einem neunmonatigen Lehrgang an die Führerschule der Sicherheitspolizei (Sipo) in Berlin-Charlottenburg abgeordnet. Die praktische Ausbildung der Kripo unterschied sich von jener von Gestapo und SD. Kripo-Anwärter verbrachten sieben Monate bei Dienststellen der Kripo, zwei Monate bei der Gestapo, drei Monate bei dem SD sowie jeweils sechs Monate im Revierdienst der Schutzpolizei und im Polizeiverwaltungsdienst. Anwärter von Gestapo und SD absolvierten sechs Monate bei der Gestapo, drei Monate bei der Kripo, drei Monate beim SD und jeweils sechs Monate bei der Schutzpolizei und bei der Verwaltungspolizei. Nach Bestehen der Prüfung zum Kriminalkommissar war die unmittelbare Beförderung zum Hilfskriminalkommissar obligatorisch. Die Zuweisung eines Dienstpostens (und damit die Weiterbeförderung zum Kriminalkommissar auf Probe) erfolgte innerhalb weniger Tage. Nach einer Bewährungszeit von sechs bis vierundzwanzig Monaten stand die Beförderung zum außerplanmäßigen Kriminalkommissar an.

### Zusammenschluss zum Reichssicherheitshauptamt 1939
Am 27. September 1939 erfolgte die nächste Änderung: Gestapo und Kriminalpolizei wurden als Teile der Sicherheitspolizei mit dem Sicherheitsdienst (SD) zum Reichssicherheitshauptamt (RSHA) zusammengeschlossen. Die Gestapo firmierte nun als Abteilung IV des RSHA mit der Bezeichnung „Gegnerbekämpfung“ und stand neben den Abteilungen für „Gegnerforschung“, „Deutsche Lebensgebiete“ und dem ehemaligen Auslandsdienst, die alle aus dem SD hervorgegangen waren. Diese Position im Gefüge des NS-Staats sollte die Gestapo bis 1945 behalten. Die Gestapo war damit bis zu ihrer Auflösung nach der bedingungslosen Kapitulation der Wehrmacht Teil eines Machtkonglomerats geworden, in dem die Unterscheidung zwischen eigentlicher Polizeibehörde und den zur SS, also einer politischen Organisation, gehörenden Organisationseinheiten kaum mehr möglich war.
Parallel zum Wandel der Unterstellungsverhältnisse veränderte sich auch die Binnengliederung der Gestapo: Nach Gründung gliederte sie sich in zehn Dezernate, von denen eins für Generalia und eines für Schutzhaftsachen zuständig war. Die übrigen acht Dezernate hatten zur Aufgabe, je eine politische Bewegung zu überwachen. An diesem Organisationsprinzip hielt die Gestapo auch fest, nachdem sie Himmler und Heydrich unterstellt worden war, und jetzt aus drei Hauptabteilungen (Verwaltung, Politische Polizei, Abwehrpolizei) bestand. Als sie 1936 mit der Kriminalpolizei zur Sicherheitspolizei zusammengefasst wurde, entstand ein Amt für Verwaltung und Personal, das die Belange beider Polizeieinrichtungen regelte. Der Zusammenschluss der Sicherheitspolizei mit dem SD zum RSHA veränderte an dieser Aufteilung nichts, sodass die Gestapo dem Geschäftsverteilungsplan nach ein Amt im RSHA bildete.

### Umgliederung 1944
Während des Zweiten Weltkriegs wurden die Fachreferate, die sich auf die Verfolgung je einer Gegnergruppe konzentrierten, ergänzt durch Länderreferate, die für die besetzten Gebiete zuständig waren. Die Abwehrpolizei wurde schließlich in das Referat Grenzpolizei umbenannt und überwachte das Zoll- und Einreisegeschehen.
Im März 1944 wurden die bisherigen Gruppen in Abteilungen zu je zwei bis drei Referaten zusammengefasst, die wiederum in Hauptabteilungen zusammengefasst wurden:
- IV A (Fachreferate)
  - IV A 1 (Links- und Rechtsopposition): SS-Oberführer Friedrich Panzinger
  - IV A 2 (Sabotageabwehr): SS-Sturmbannführer und Kriminalrat Horst Kopkow
  - IV A 3 (Spionageabwehr): SS-Obersturmbannführer und Oberregierungsrat Walter Huppenkothen
  - IV A 4 (Juden, Kirchen): SS-Obersturmbannführer Adolf Eichmann
  - IV A 5 (Sonderaufträge; Partei, Presse und Schutzdienst): SS-Standartenführer Rudolf Mildner
  - IV A 6 (Kartei, Schutzhaft): Emil Berndorff

- IV B (Länderreferate)
  - IV B 1 (West- und Nordgebiete): SS-Standartenführer Humbert Achamer-Pifrader
  - IV B 2 (Ost- und Südostgebiete): SS-Obersturmbannführer Kurt Lischka
  - IV B 3 (Südgebiete): SS-Standartenführer und Kriminaldirektor Fritz Rang
  - IV B 4 (Paß- und Ausweiswesen): Ministerialrat Johannes Krause
  - IV B a A (Grundsatzfragen des Einsatzes ausländischer Arbeiter)

- IV G (Zollgrenzschutz, Grenzinspektion)[6]

### Entwicklung der Mitarbeiterzahl
Mit diversen organisatorischen Veränderungen und dem steigenden Aufgabenumfang einhergehend nahm die Mitarbeiterzahl der Gestapo ständig zu. War das Geheime Staatspolizeiamt 1933 mit unter 50 Mitarbeitern eine Stabsorganisation zur Koordination der während der Konsolidierungsphase des Regimes durchgeführten Unterdrückungsmaßnahmen gegen politische Gegner, bot die Gestapo 1935 ein anderes Bild. Mit ungefähr 4.200 Mitarbeitern bildeten das Staatspolizeiamt und die Leitstellen 1935 ihren reichsweit ausgebauten Überwachungs- und Verfolgungsapparat. Für 1937 ist eine Gesamtstärke von 7.000 Bediensteten anzunehmen. Für 1941 waren 14.835 Gestapoangehörige auf den Gehaltslisten verzeichnet, von denen jedoch rund 4.000 außerhalb des Reiches eingesetzt wurden. Mit Kriegsausbruch dehnte die Gestapo ihre Verfolgungsmaßnahmen nicht nur räumlich aus, sondern bekämpfte auch neue Gegnergruppen. Am Ende des Dritten Reichs waren nicht weniger als 31.000 Mann beschäftigt.

### Regionale Strukturen und Quantität
Zeitgleich mit der Einrichtung des Gestapa in Berlin wurden in Großstädten (zumeist Sitz eines Regierungspräsidiums, einer Gauleitung oder eines Oberpräsidiums) Staatspolizeistellen eingerichtet, die von ihrem inneren Aufbau her dem Gestapa ähnelten und diesem unmittelbar unterstanden. Nach 1937/38 wurden einige zentrale Stapoleitstellen errichtet, denen wiederum andere Stapostellen, Außenstellen, Nebenstellen und Grenzkommissariate unterstanden. Insgesamt gab es 63 Stapostellen, von denen die wichtigsten Leitstellen waren. Die jeweiligen Stellen unterstanden dem Berliner Gestapa, nach 1936 auch dem regionalen Inspekteur der Sicherheitspolizei und des SD sowie nach Kriegsbeginn auch dem neu gegründeten RSHA. Nach 1939 wurden weitere Stellen und Leitstellen in den besetzten Gebieten Europas eingerichtet, die dem jeweiligen Befehlshaber der Sicherheitspolizei und des SD unterstanden.
Im NS-Staat bestanden Stapo-Leitstellen in Berlin, Breslau, Brünn, Danzig, Dortmund, Dresden, Düsseldorf, Frankfurt am Main, Hamburg, Hannover, Karlsruhe, Kattowitz, Königsberg, Magdeburg, München, Münster/Westfalen, Nürnberg-Fürth, Posen, Prag (ab 1939), Reichenberg (Süd), Stettin, Stuttgart und Wien (ab 1938).
Ihnen untergeordnet waren weitere Stapostellen mit jeweiligen Außen- und Nebenstellen: Aachen (gehörte zum Leitstellenbereich Düsseldorf), Allenstein, Bielefeld, Braunschweig, Bremen, Bromberg, Chemnitz, Darmstadt, Dessau (bis 1941 eigenständige Staatspolizeistelle Dessau, anschließend Außendienststelle der Staatspolizeileitstelle Magdeburg), Eisenstadt (ab 1938, Leitstellenbereich Wien), Erfurt (ab Juli 1941 mit der Staatspolizeistelle Weimar zusammengelegt), Frankfurt/Oder, Graz (ab 1938, Leitstellenbereich Wien), Halle/Saale, Innsbruck (ab 1938, Leitstellenbereich Wien), Karlsbad, Kassel, Kiel (Leitstellenbereich Hamburg), Klagenfurt (ab 1938, Leitstellenbereich Wien), Koblenz (Leitstellenbereich Düsseldorf), Köln (Leitstellenbereich Düsseldorf), Leipzig, Limburg an der Lahn (ab 1944, Leitstellenbereich Frankfurt/Main), Linz/Donau (ab 1938, Leitstellenbereich Wien), Litzmannstadt (Lodz/Warthegau) (ab 1939), Oppeln, Potsdam (Leitstellenbereich Berlin), Regensburg, Saarbrücken, Salzburg (ab 1938, Leitstellenbereich Wien), Schwerin, Tilsit, Troppau, Weimar und in Zichenau-Schröttersburg. Bis Oktober 1943 bestanden ferner Stapostellen in Graudenz, Hohensalza, Köslin, Schneidemühl, Trier und Wilhelmshaven.
Die räumlich-regionale Aufteilung konnte sehr unterschiedlich ausfallen und hing von sicherheitspolizeilichen Aspekten ab. Der Staatspolizeileitstelle Düsseldorf waren ab 1939 beispielsweise die Staatspolizeistellen in Köln, Koblenz und Aachen unterstellt. Sie deckte damit die gesamte preußische Rheinprovinz ab (Aufteilung nach Provinz). Die Staatspolizeileitstellen Münster und Dortmund waren zuständig für die Regierungsbezirke Münster und Arnsberg (Aufteilung nach Regierungsbezirken). Die Staatspolizeileitstelle Wilhelmshaven war zuständig für Ostfriesland. Das Geheime Staatspolizeiamt Karlsruhe war zuständig für die gesamte Region Baden (Aufteilung nach bevölkerungspolitischen Aspekten einer Region).

## Staatspolizeiliche Praxis und Gegnergruppen

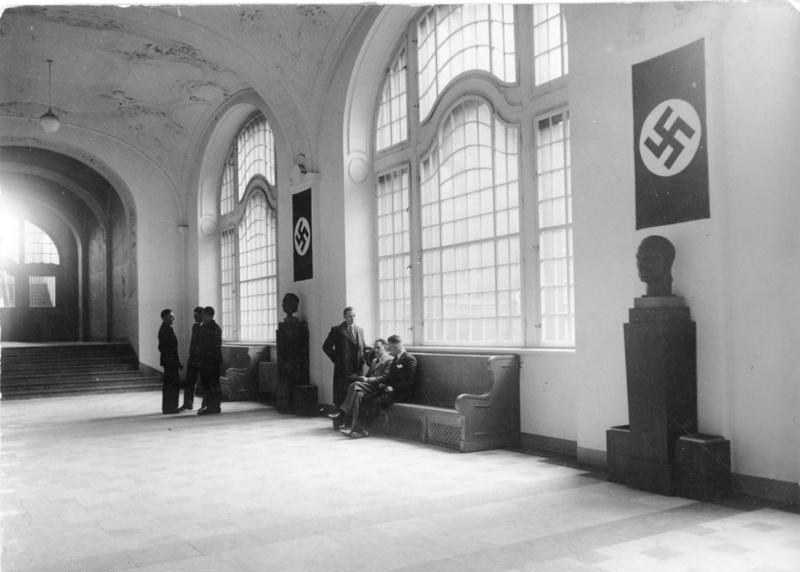
Haupthalle des Geheimen Staatspolizeiamtes in Berlin (1934)

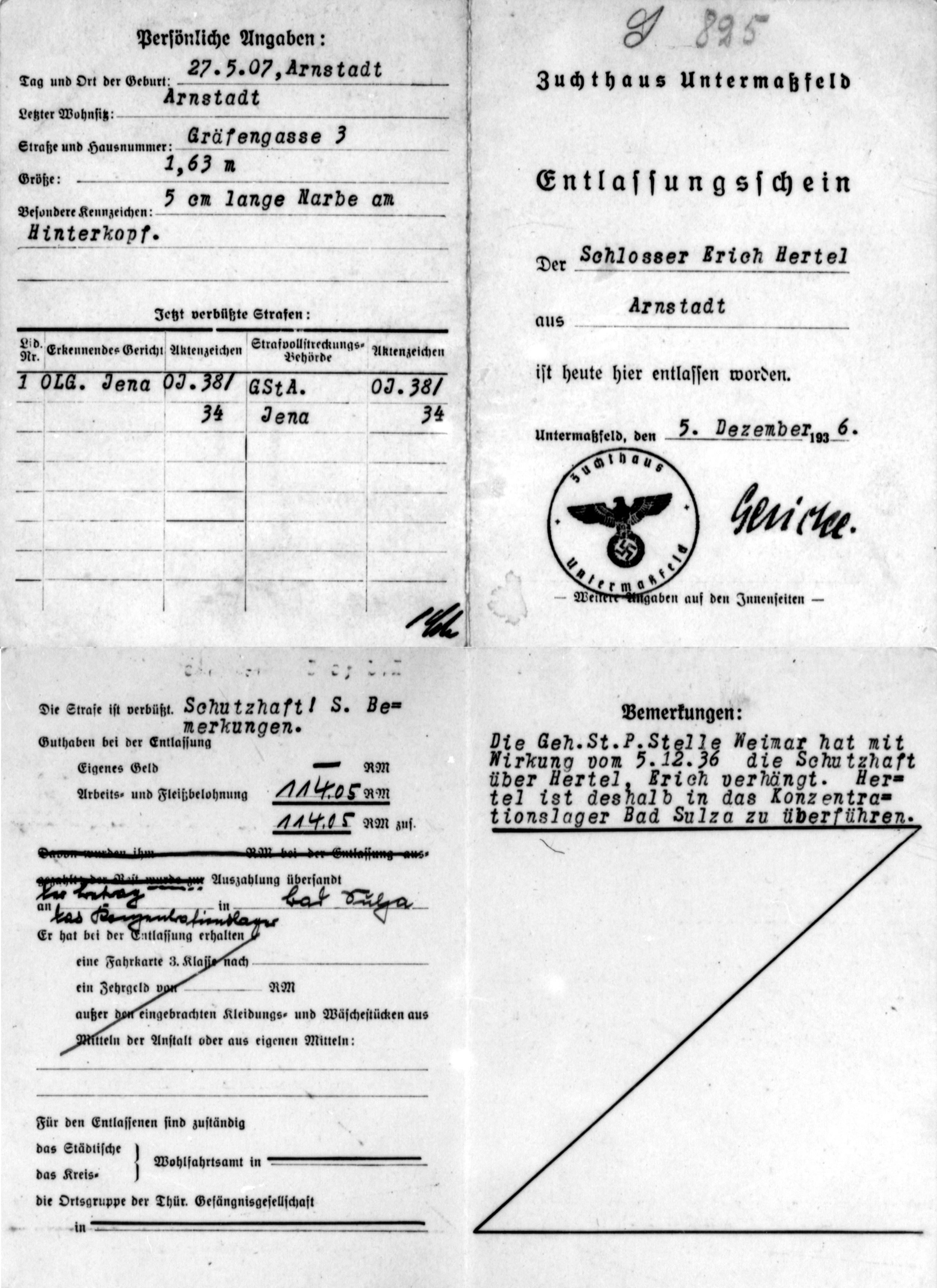
Entlassungsschein aus dem Zuchthaus mit der sofortigen Überstellung des Häftlings ins KZ (1936)

In den Anfangsjahren baute die Gestapo eine intensive innenpolitische Berichterstattung auf. Die verschiedenen Staatspolizeistellen informierten die NS-Behörden ausführlich über die Zustimmung, die das Regime von Seiten der Bevölkerung erfuhr. Diese Tätigkeit wurde 1936 eingestellt und ein Jahr später dem SD übertragen. Grund war, dass den Gestapo-Berichten vorgeworfen wurde, dass sie eine brüchige Loyalität der Bevölkerung feststellten und damit möglicherweise Defätismus Vorschub leisteten. Grundlage hierfür war der Funktionstrennungserlass vom 1. Juli 1937, in dem Heydrich die unterschiedlichen Aufgabenbereiche von SD und Gestapo regelte: Die Gestapo war ausschließlich für die Beobachtung und Bekämpfung von Marxismus, Landesverrat und Emigration – und damit den handfesten politischen Widerstand – zuständig. Auf zahlreichen weiteren Gebieten teilten sich beide Geheimdienste die Beobachtung, die vom SD aber nur in Hinblick auf die Stimmungslage der Bevölkerung ausgewertet wurde. Informationen, die er über politische Gegner gewann, reichte er an die Gestapo weiter, die Verfolgungsmaßnahmen einleitete.
Ausschließliche Aufgabe ab 1936 war die Bekämpfung der politischen und ideologischen Gegner von Regime und Nationalsozialismus. Dabei verfügte sie über ein breites Instrumentarium, das bei verhältnismäßig harmlosen Geldstrafen und Wirtshausverboten anfing und in seriellen Exekutionen politischer Gegner des NS-Regimes während der letzten Kriegsjahre eine extreme Zuspitzung fand. Allen diesen Maßnahmen war gemeinsam, dass sie ohne Überprüfung durch Gerichte oder andere Verwaltungsbehörden angeordnet und durchgeführt wurden. Nur wenn die Gestapo es für zweckdienlich hielt, beispielsweise bei der Verfolgung prominenter Regimegegner, gab sie die Fälle an die ab 1933 nazifizierte Justiz ab.
Wichtigstes Instrument der Gestapo zur Bekämpfung politischer Gegner des Nationalsozialismus war die so genannte Schutzhaft. Diese diente vor 1933 nur der kurzfristigen Verwahrung von Personen. Durch die Notverordnung nach dem Reichstagsbrand wurden Befristungen und die richterliche Überprüfung aufgehoben. Durch einen Erlass des Reichsministers des Innern vom 25. Januar 1938 durfte nur das Geheime Staatspolizeiamt in Berlin Schutzhaft anordnen. Diese wurde grundsätzlich in Konzentrationslagern vollstreckt. Nicht selten wurde die Gelegenheit genutzt, den politischen Gegner umzubringen. Dies gab der Gestapo ein Instrument in die Hand, unliebsame Justizurteile zu korrigieren. Hatten die Betroffenen eine von den Gerichten verhängte Strafe verbüßt, wurden sie aufgrund der gleichen Vorwürfe nach ihrer Freilassung in Schutzhaft genommen und in ein Konzentrationslager eingewiesen.
Die Bekämpfung von politischen Gegnern war ein Schwerpunkt der Arbeit der Gestapo. In den Anfangsjahren infiltrierte die Gestapo konspirative Gruppen, die sich aus den verbotenen politischen Parteien entwickelt hatten. Dabei wurden Mitglieder dieser Organisationen durch Drohungen, Gewaltanwendungen und materielle Vorteile zur Kooperation bewogen. Diese V-Leute sorgten dafür, dass ein organisierter Widerstand vor Kriegsbeginn zerschlagen wurde. Um politische Gegnergruppen in den späteren Jahren zu bekämpfen, wurden Sonderkommissionen eingesetzt, so zum Beispiel nach der Ermordung Heydrichs oder dem Attentat vom 20. Juli 1944 auf Hitler.
Gängige Verhörmethoden waren Erpressung, Schmeichelei, Konfrontation mit echtem oder gefälschtem Beweismaterial sowie mit echten oder gefälschten Aussagen der Mithäftlinge. Informationen wurden außerdem durch Foltern erzwungen und in den anschließenden Prozessen verwendet. Die Verhafteten wurden im Rahmen der „verschärften Vernehmung“ beschimpft, erniedrigt und bedroht oder mit Gummiknüppel, Ochsenziemer, Peitsche, Stock oder anderen Gegenständen geschlagen. Wenn die Angeklagten dann vor dem Volksgerichtshof die Folter vorbrachten, wurde wie im Verfahren gegen die Widerstandsgruppe um Heinrich Maier im gerichtlichen Urteil festgehalten, dass gemäß glaubwürdigen Aussagen der Gestapo-Beamten gegen keinen Häftling irgendwelche wie immer gearteten ungesetzlichen Zwangsmittel zur Erzielung von Aussagen angewendet wurden. Verurteilte wurden teilweise selbst noch nach dem Volksgerichtshofprozess wie Heinrich Maier im Konzentrationslager Mauthausen in Schutzhaft genommen und schwer gefoltert, um noch weitere Informationen zu bekommen. Die Aufdeckung der Roten Kapelle wollte die Gestapo nutzen, um den sowjetischen Kriegsgegner in Zusammenarbeit mit der Wehrmacht mit Funkspielen zu täuschen. Die Gestapo bekämpfte auch kritische Meinungsäußerungen zum Regime, die durch das Heimtückegesetz für illegal erklärt worden waren. Dafür nutzte sie vorrangig Denunziationen.

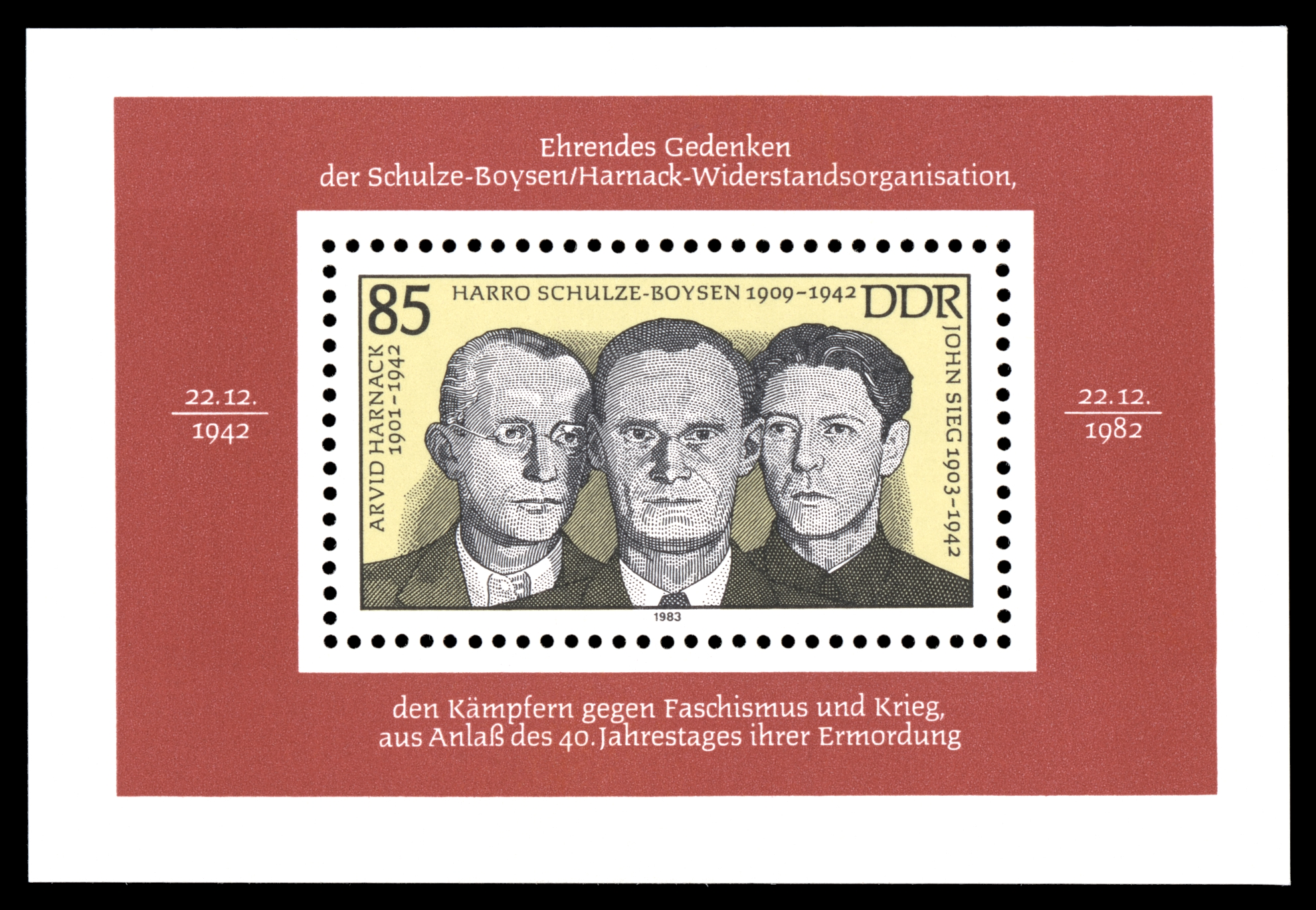
Briefmarkenblock mit Abbildung von Widerstandskämpfern der Roten Kapelle aus der DDR

Parallel zur Bekämpfung von politischen Gegnern, die der Stabilisierung des Regimes dienen sollte, fanden auch die ideologischen Ziele des Nationalsozialismus Eingang in die Arbeit der Gestapo. So gerieten auch weltanschauliche Gegner wie zum Beispiel Homosexuelle oder „Arbeitsscheue“ ins Visier der Geheimpolizei.
Die Maßnahmen gegen Homosexuelle verschärften sich im Laufe des Dritten Reichs massiv. Verließ sich die Gestapo anfangs noch auf Razzien in der Szene und gab die meisten Fälle an die Justiz weiter, setzte sie in späteren Jahren auf Denunziation und setzte eine rücksichtslose Inhaftierung in Konzentrationslagern durch. Zynischerweise wurde den Beschuldigten die Wahl zwischen Kastration und weiterer Inhaftierung gelassen. Sogenannte Asoziale wurden in den Anfangsjahren mit Schutzhaft drangsaliert, später bündelte die Gestapo diese Verfolgungsmaßnahmen. 1940 wurden sogenannte Arbeitserziehungslager (AEL) eingerichtet, in welche Menschen wegen „Nichterfüllung ihrer Arbeitspflicht“ eingeliefert werden konnten. Nach einem Runderlass des Reichsführers SS vom 15. Dezember 1942 wurden zusätzlich in den größeren Betrieben, in deren Nähe kein Arbeitserziehungslager war, Erziehungslager unter Leitung der Staatspolizeileitstellen eingerichtet. Die Bewachung der Häftlinge erfolgte durch Angehörige des Werkschutzes.
Während des Kriegs erweiterte die Gestapo ihre Verfolgungsmaßnahmen auf neue Gegnergruppen. Die zahllosen Kriegsgefangenen und Zwangsarbeiter mussten überwacht werden, was ungefähr die Hälfte des Personals band. Im Mittelpunkt der Aufmerksamkeit standen dabei Bummelei, Sabotage in den Betrieben und Arbeitsniederlegungen sowie unerlaubter Umgang mit Deutschen, beispielsweise Geschäfte auf dem Schwarzmarkt oder sexueller Verkehr. In der zweiten Kriegshälfte organisierte sich der Widerstand der Zwangsarbeiter entweder konspirativ in den Betrieben oder, im Falle von entflohenen Zwangsarbeitern, in Form kleiner Gruppen, die sich in den Großstädten versteckten. Die Gestapo griff daraufhin zu immer brutaleren Methoden, gerade osteuropäische und sowjetische Zwangsarbeiter wurden zahlreich und ohne Gerichtsverfahren exekutiert. Auch in den besetzten Ländern war die Gestapo tätig und bekämpfte die dortigen Widerstandsbewegungen. Die brutale Behandlung ganzer Bevölkerungskreise sollte eine direkte Fortsetzung in Deutschland finden, nachdem sich die Wehrmacht aus immer mehr Ländern hatte zurückziehen müssen. Während der letzten Kriegsmonate exekutierte die Gestapo vielerorts unterschiedslos ihre Gefangenen, bevor die Orte von alliierten Truppen eingenommen wurden.
Zudem übernahm die Gestapo während des Zweiten Weltkriegs entscheidende Funktionen im Zusammenhang mit der Verfolgung, Deportation und Ermordung der europäischen Juden. Während sich die Gestapo in der Frühphase der NS-Herrschaft bei der Judenverfolgung noch auf Einzelaktionen beschränkt hatte, nahm sie spätestens ab Kriegsbeginn eine führende Rolle im Täterkonglomerat ein. Wie auch andere Polizeiformationen wurden Gestapo-Männer zu den Einsatzgruppen abkommandiert, die hinter der Front summarische Exekutionen durchführten. Doch die wichtigere Rolle bei der Ermordung des europäischen Judentums spielte die Gestapo nicht in den neu eroberten Gebieten, sondern in Berlin, dem politischen Zentrum des Dritten Reichs. Das berüchtigte Judenreferat unter Adolf Eichmann war eine Gestapo-Dienststelle (IV B 4) im RSHA, von wo aus die anti-jüdischen Maßnahmen koordiniert wurden. Die Deportation von Juden aus Deutschland wurde unter der Federführung der Gestapo als arbeitsteiliger und bürokratischer Prozess durchgeführt, in dem die Geheimpolizei eng mit der Reichsbahn zusammenarbeitete und sich der lokalen Polizeidienststellen bediente. Ihren Abschluss fand diese generalstabsmäßige Vernichtung in der Fabrikaktion, an deren Planung und Durchführung die Gestapo ebenso maßgeblich beteiligt war. Auch vorangegangene Diskriminierungsmaßnahmen wie zum Beispiel die Einweisung in Judenhäuser wurden von der Gestapo geplant und von den Stapoleitstellen implementiert.

## Gestapo und die NS-Bewegung
Die Führungselite der Geheimpolizei rekrutierte sich aus einem überwiegend bürgerlichen Hintergrund. Es handelte sich dabei um junge Karriereakademiker, die fast ausnahmslos Juristen und zu einem erheblichen Teil promoviert waren. Bis auf wenige Ausnahmen hatten alle Stapo-Stellenleiter ein Abitur. Zu diesem hohen Bildungsstand kam nicht selten eine gewisse Distanz auch zu einzelnen Positionen des Nationalsozialismus bzw. zu dessen Charakter als Massen- und Parteibewegung. Als Generation der „neuen Sachlichkeit“, die ihre politische Sozialisation in den instabilen 1920er-Jahren gewonnen hatte, waren ihre Mitglieder karrieregeleitet, oft völkisch orientiert, elitär und anti-republikanisch. Sie stellten die Effektivität und Effizienz des staatlichen Verwaltungshandelns und ein tatorientiertes Führerprinzip über eine Einhegung durch Grundrechte und rechtsstaatliche Prinzipien.
Diese Mentalität zeigt sich an der Mitgliedschaft von Gestapo-Angehörigen in politischen Organisationen. Ein wesentlicher Teil, etwa zwei Drittel, war in einer NS-Organisation engagiert. In der Zentrale setzte sich frühzeitig eine enge Bindung an den SS-Staat durch: 49,9 % der Mitglieder gehörten der SS an, 31,1 % dem SD und damit den elitärsten Organisationen innerhalb der NS-Bewegung. Gerade diese Mitgliedschaften begründeten ein besonderes Treueverhältnis, denn diese Gestapo-Angehörigen waren Himmler nicht nur als Dienstherrn, sondern auch in seiner Funktion als Reichsführer SS unterstellt. Demgegenüber taten sich zwischen den regionalen Dienststellen erhebliche Unterschiede auf, beispielsweise gehörten viele Gestapo-Angehörige in den westfälischen Ablegern der SA an. Die enge Verzahnung zwischen eigentlich staatlicher Gestapo und dem SD als Geheimdienst der NS-Bewegung zeigte sich auch in einem regen personellen Austausch zwischen beiden Organisationen.
Rapider personeller Ausbau der Gestapo, Personalauswahl und Durchdringung durch die NS-Bewegung beeinflussten sich gegenseitig. In den Anfangsjahren wurde hauptsächlich aus dem Polizeidienst rekrutiert, und es wurde auf die Mitgliedschaft in einer NS-Organisation gedrängt. In den späteren Jahren kehrte sich dieser Zusammenhang um. Das fachlich hohe Qualifikationsniveau konnte nicht mehr gehalten werden und in Schnellkursen ausgebildete SS-Männer traten in den Dienst ein, sodass de facto die SS-Mitgliedschaft zu einem wichtigen Kriterium der Personalauswahl wurde.

## Gestapo und die deutsche Gesellschaft
Die aktuelle historische Forschung bewertet die Gestapo, ihrem erheblichen Personalzuwachs zum Trotz, nicht mehr wie noch in den 1950er- und 1960er-Jahren als eine allmächtige Organisation, die quasi die gesamte deutsche Gesellschaft flächendeckend observierte. Dieser „Gestapo-Mythos“ wurde von Heydrich und anderen Mitarbeitern in der Öffentlichkeit gepflegt, um die Wirkung der Verfolgungsmaßnahmen zu übertreiben. Er entsprach aber nicht der Realität. Vielmehr kamen in der am besten observierten Großstadt, Berlin, rund 4.000 Einwohner auf einen Gestapobeamten, in der preußischen Provinz musste sich ein Geheimdienstmitarbeiter um die möglicherweise regimefeindlichen Bestrebungen von 25.000 Bewohnern kümmern.
Die Gestapo konnte sich somit nicht nur auf ihre eigenen Operationen verlassen, da ihr Personal dafür nicht ausreichte, sondern war auf Zuarbeit aus der Bevölkerung angewiesen. Dies erfolgte durch das Anwerben von V-Leuten, während des Zweiten Weltkriegs aber verstärkt durch Denunziationen, die aus der Mitte der Bevölkerung kamen.
V-Leute wurden von der Gestapo hauptsächlich in den gegenüber dem Nationalsozialismus resistenten Gruppen wie der sozialdemokratisch oder kommunistisch geprägten Arbeiterschaft oder dem katholischen Milieu geworben. Während des Kriegs rekrutierte die Gestapo V-Leute auch aus dem Kreis der Zwangsarbeiter, um diese Gruppe besser kontrollieren zu können. Als wichtigste Motive der V-Leute zur Mitarbeit sind Drohung mit Schutzhaft, materielle Vorteile und ideologische Überzeugung zu nennen. Entsprechend unterschiedlich gestaltete sich die Kooperation zwischen V-Leuten und Gestapo: Hinhaltende Informierung der Gestapo, um die Mitglieder der eigenen Gruppe zu schützen, stand neben aktiver Mitarbeit bei der Verfolgung. Insgesamt besteht bei der Erforschung dieser Materie eine beträchtliche Quellennot, vor allem aus Gestapo-internen Gründen. Einerseits konnten V-Leute gegenüber ihren Opfern nicht selbst vor Gericht aussagen, weil sonst ihre Anonymität gefährdet gewesen wäre, andererseits war es der Gestapo gemäß Erlass des Reichsministerium des Innern vom 12. Oktober 1944 zur Zerstörung von amtlichen Dokumenten fast überall gelungen, ihre papierenen Spuren zu verwischen.
Als eine weitere Quelle erschloss sich die Gestapo Denunziationen, also Hinweise aus der Bevölkerung zu Verbrechen. Diese betrafen zumeist Handlungen und Äußerungen, die vom Regime kriminalisiert wurden. Beispielsweise wurden politische Bewertungen der Beschuldigten weitergetragen und bildeten die Grundlage für Ermittlungen, Schutzhaftverfahren und Prozesse. Dabei wandten sich die Denunzianten selten direkt an die Gestapo, vielmehr wurden die Anzeigen häufig von der Schutzpolizei (SchuPo) oder von der Partei weitergegeben. Gerade die NS-Organisationen nutzten die ihnen zugetragenen Informationen auch nach eigenem Gutdünken und gaben diese erst anschließend an die Gestapo weiter. Auch wenn keine Zahlen für das gesamte Reichsgebiet vorliegen, so zeigen zahlreiche Lokalstudien die überragende Bedeutung der Denunziationen für die Praxis der Gestapo. Nach Klaus-Michael Mallmann und Gerhard Paul stellte die breite Denunziationsbereitschaft der Bevölkerung „die zentrale Ermittlungsinstanz der Gestapo, die quantitativ wie qualitativ wichtigste Ressource staatspolizeilichen Wissens […] dar.“ Robert Gellately bezeichnet die Bevölkerung des NS-Staates, die mehrheitlich die Ziele Hitlers geteilt habe, daher als eine „selbstüberwachende Gesellschaft“.
Zwar gelang es der Gestapo, erhebliche Teile der Bevölkerung für das Regime in Dienst zu stellen, doch erwiesen sich Denunziationen in der Praxis als problematisch. Ähnlich wie bei der Rekrutierung von V-Leuten kann von einer erheblichen Bandbreite an Denunzianten, Beschuldigten und mutmaßlichen Motiven für Denunziationen ausgegangen werden. Aus der Vielzahl von Einzelfällen hat die Geschichtsforschung ein häufig wiederkehrendes Muster herausgearbeitet: Denunziationen gingen zu einem erheblichen Teil von obrigkeitshörigen, wenig vermögenden, einkommens- und bildungsschwachen sozialen Kreisen aus und richteten sich überdurchschnittlich häufig gegen höhere soziale Schichten der Gesellschaft. Auch die Gestapo erkannte diese Instrumentalisierung der Denunziation zum Ausleben sozialer Konflikte, ohne dieser Schwierigkeit in der staatspolizeilichen Praxis begegnen zu wollen.

## Aufarbeitung

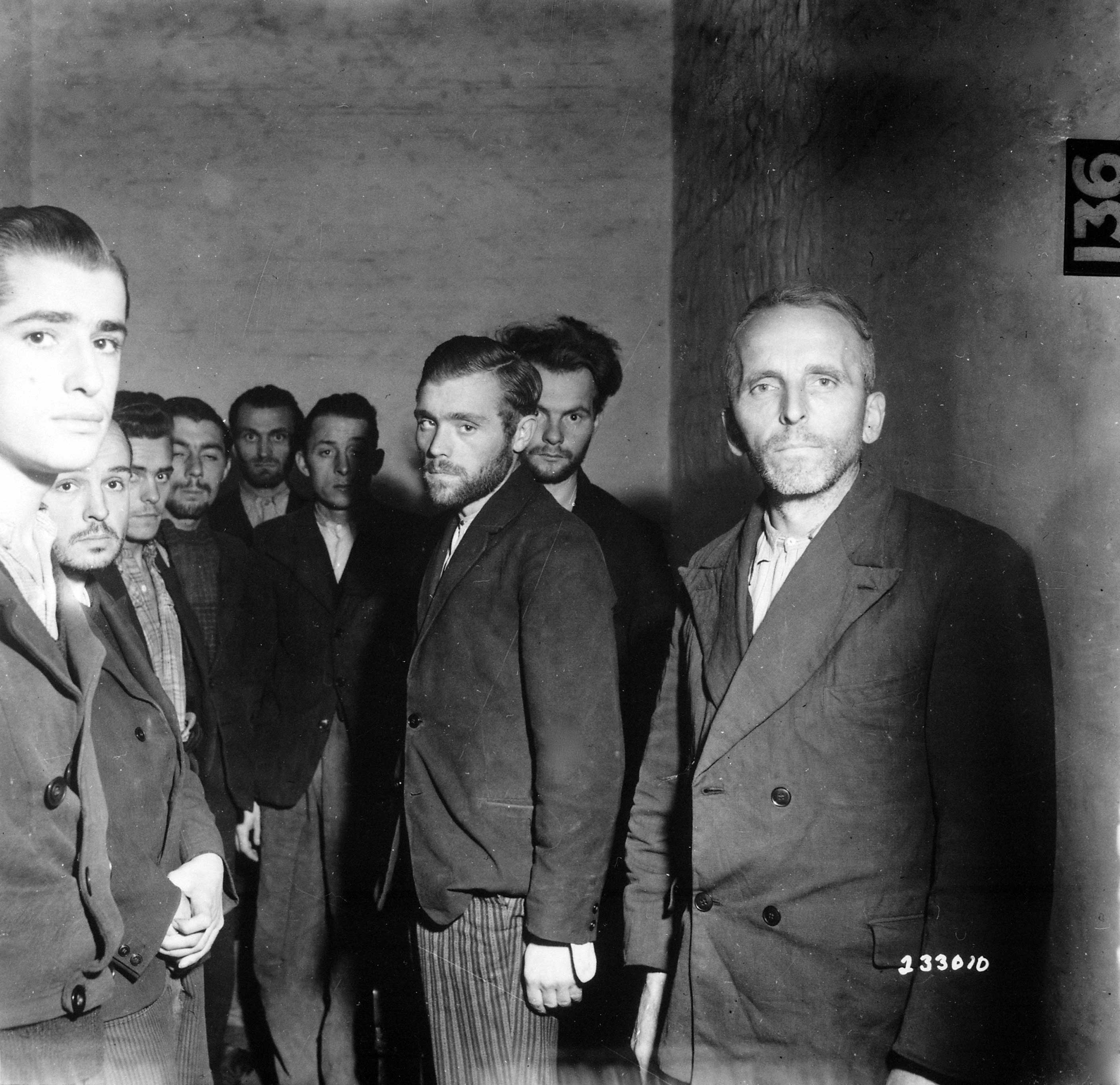
Festgenommene Mitarbeiter der Gestapo nach der Befreiung Lüttichs durch die Alliierten (ca. Oktober 1944)

Mit dem Kontrollratsgesetz Nr. 2 (Auflösung und Liquidierung der Naziorganisationen) vom 10. Oktober 1945 wurde die Gestapo durch den Alliierten Kontrollrat verboten und ihr Eigentum beschlagnahmt. Mit dem Kontrollratsgesetz Nr. 31 (Polizeibüros und -agenturen politischen Charakters) vom 1. Juli 1946 wurden alle deutschen Polizeidienststellen und -agenturen aufgelöst, die mit der Überwachung und Kontrolle politischer Betätigung beauftragt waren. In den Nürnberger Prozessen wurde die Gestapo zu einer verbrecherischen Organisation erklärt. Hohe Funktionsträger mussten sich in den Nachfolgeprozessen verantworten oder wurden im europäischen Ausland für ihre Taten verurteilt. Das Verhalten der mittleren und unteren Ränge wurde durch die Spruchkammerverfahren juristisch bewertet, was oft eine Weiterbeschäftigung in Polizeibehörden verhinderte.
Im sogenannten Polizeibrief aus dem April 1949 gestatteten die alliierten Militärgouverneure der künftigen Bundesregierung zwar, eine eigene Stelle „zur Sammlung und Verbreitung von Auskünften über umstürzlerische, gegen die Bundesregierung gerichtete Tätigkeiten einzurichten.“ Um eine neue Gestapo zu verhindern, untersagten sie aber, dieser Behörde auch Polizeibefugnisse einzuräumen (Trennungsgebot zwischen Polizei und Nachrichtendiensten).
1951 amnestierte der amerikanische Hochkommissar John Jay McCloy zahlreiche Verurteilte. § 67 des Gesetzes zur Regelung der Rechtsverhältnisse der unter Artikel 131 des Grundgesetzes fallenden Personen erleichterte zudem die Wiederanstellung von belasteten Beamten. Infolge dieser Regelung rückten in den 1950er-Jahren zahlreiche ehemalige Gestapo-Mitarbeiter wieder in die Polizei und den neu gegründeten Verfassungsschutz der Bundesrepublik ein. Auch das ostdeutsche Ministerium für Staatssicherheit warb ehemalige Gestapo-Mitarbeiter an.
Eine der wichtigsten Quellensammlungen zur Gestapo lagert im Landesarchiv Nordrhein-Westfalen Abteilung Rheinland in Duisburg, wo ihre Tätigkeit im Rheinland dokumentiert ist.

## Gebäudereste der Topografie des Terrors
Die Gebäude auf dem Prinz-Albrecht-Gelände wurden zum Teil im Krieg zerstört beziehungsweise nach dem Krieg abgerissen. In den 1970er-Jahren nutzten unter anderem eine Bauschuttfirma und ein Autodrom für führerscheinfreies Fahren die freie Fläche.
Anfang der 1980er Jahre machten sich mehrere Initiativen dafür stark, auf dem Gelände eine Gedenkstätte zu errichten. Infolgedessen entstand 1987 das Museumsprojekt Topographie des Terrors. Dabei wird auf dem Gelände der ehemaligen Prinz-Albrecht-Straße 8, heute Niederkirchnerstraße 8 im Stadtbezirk Kreuzberg, dem Hauptquartier der Geheimen Staatspolizei, in einer ehemaligen Kunstgewerbeschule angestrebt, den Terrorapparat der Nationalsozialisten zu dokumentieren. In unmittelbarer Nachbarschaft lag das Prinz-Albrecht-Palais in der Wilhelmstraße 102, das ab 1934 zur Zentrale des Sicherheitsdienstes (SD) der SS und ab 1939 auch des Reichssicherheitshauptamtes (RSHA) wurde. Das vormalige Hotel Prinz-Albrecht, Prinz-Albrecht-Straße 9, war ab 1934 der Sitz der „Reichsführung SS“. Dieses Gebäude-Ensemble fasst man heute unter dem Begriff „Prinz-Albrecht-Gelände“ zusammen. Die Dokumentationsstätte in der Niederkirchnerstraße 8 zählt zu den staatlichen Museen in Berlin.
Reste des Hausgefängnisses im Keller der Geheimen Staatspolizei sind erhalten geblieben und stehen heute unter Denkmalschutz. Sie sind als Teil der Ausstellung Topographie des Terrors öffentlich zugänglich. In den Gefängniszellen wurden zwischen 1933 und 1945 circa 15.000 politische Häftlinge inhaftiert und verhört. Das Gefängnis war berüchtigt für seine Foltermethoden und für viele Häftlinge Durchgangsstation zu den Konzentrationslagern.

## Gestapo in Österreich
Mit Erlass Himmlers vom 18. März 1938 wurde die Staatspolizeileitstelle Wien sowie Staatspolizeistellen in Linz, Salzburg, Klagenfurt, Innsbruck und Eisenstadt errichtet. Nach der Einteilung der österreichischen Bundesländer in Reichsgaue wurde die Stapostelle Eisenstadt zwischen Wien und Graz aufgeteilt. In Wiener Neustadt, St. Pölten und Znaim wurden Außenstellen der Stapostelle Wien geschaffen. Die Stapoleitstelle Wien konnte den anderen Stapostellen Weisungen erteilen und Berichte anfordern. Jede Stapostelle unterstand außerdem unmittelbar dem Geheimen Staatspolizeiamt (Gestapa), später dem Reichssicherheitshauptamt. Auch der jeweilige Höhere SS- und Polizeiführer konnte den Stapostellen Weisungen geben. Die Stapostellen ihrerseits konnten sich der Behörden von Kreis- und Ordnungspolizei bedienen. Zwischen 1940 und 1944 wurden die Stapostellen von Berlin aus direkt und ohne Einschalten der Stapoleitstelle Wien gelenkt.

### Staatspolizeileitstelle Wien

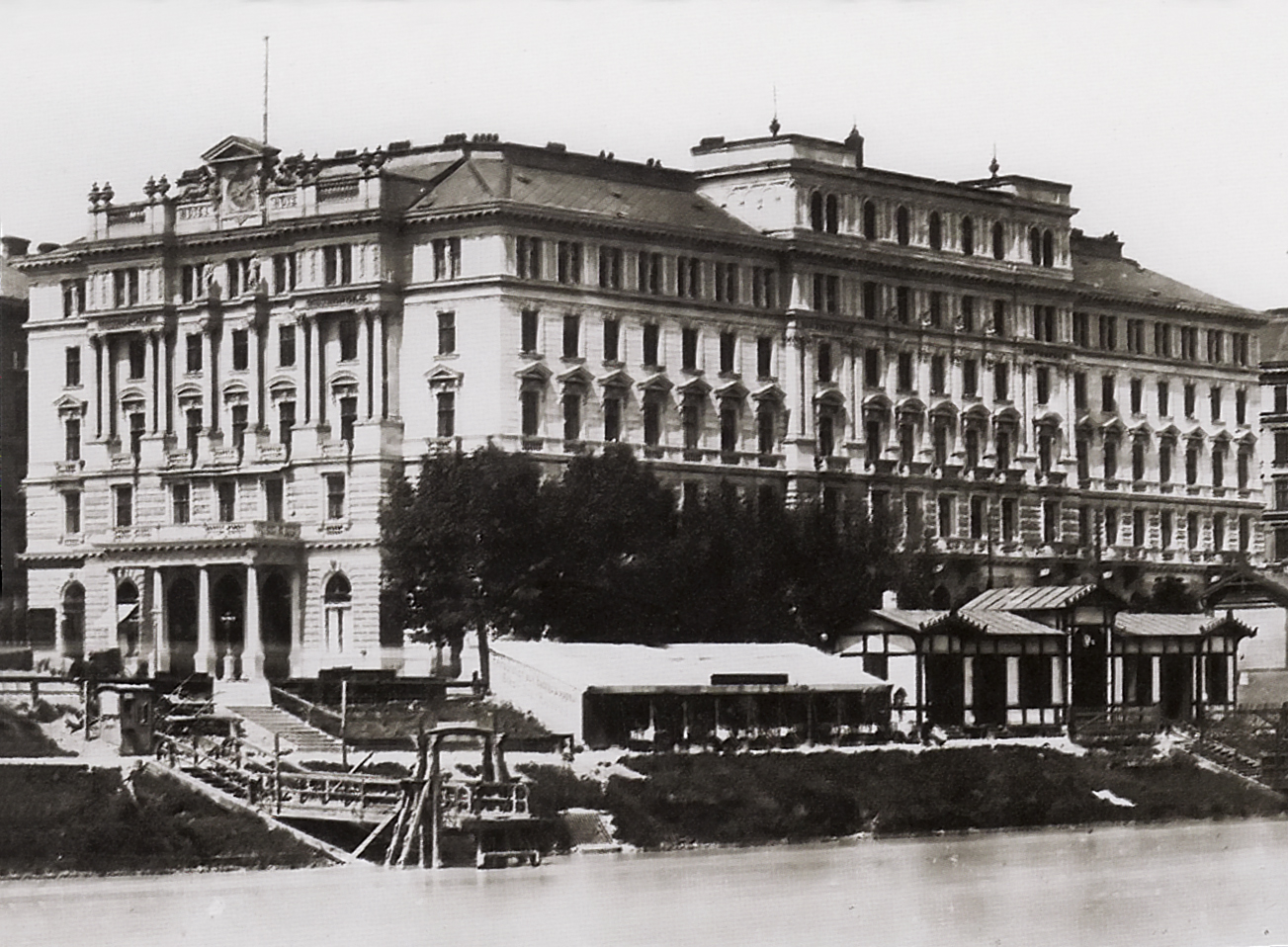
Das ehemalige Hotel Métropole am Morzinplatz, von 1938 bis 1945 Sitz der Wiener Gestapo

Die Wiener Gestapo mit Sitz im ehemaligen Hotel Métropole am Morzinplatz war mit rund 900 Mitarbeitern die größte Gestapo-Dienststelle im Deutschen Reich. Tag für Tag wurden hier bis zu 500 Menschen zur Einvernahme vorgeladen oder nach erfolgter Verhaftung eingeliefert. Karl Ebner, der stellvertretende Leiter der Wiener Gestapo-Leitstelle, nannte das euphemistisch „Parteienverkehr“. Insgesamt dürften mindestens 50.000 Personen in die Mühlen von Wiens Gestapo geraten sein. Etwa 12.000 Menschen sind in der vorliegenden Erkennungsdienstlichen Kartei der Wiener Gestapo erfasst; Fotos wurden angefertigt (siehe Beispiel-Foto hier: „Maria Fischer“, Erkennungsdienstliche Kartei der Gestapo-Leitstelle Wien) und auf „Photographierscheinen“ wurde die „Verbrecherklasse“ verzeichnet.
Die von der Gestapo verhafteten Bürger wurden durch einen Hintereingang in der Salztorgasse direkt in den Keller verschafft, der als Gefängnis und Folterkammer diente. Durch physische und psychische Gewalt wurden hier – nicht selten mit Todesfolge – Geständnisse und Denunziationen erpresst. Die Gefangenen wurden bestialisch geschlagen, getreten, tagelang an Zellengittern aufgehängt und auf Wasserentzug gesetzt. Teilweise wurden Gefangene auch ohne Gerichtsverfahren direkt nach der Vernehmung in Konzentrationslager zur Exekution überstellt. Wenn Gerichtsverfahren stattfanden, beurteilten die zuständigen NS-Richter in ihren Urteilen das Vorbringen von Gestapo-Folterungen als vollkommen unglaubwürdig (wie zum Beispiel in den Verfahren gegen die Mitglieder der Widerstandsgruppe Maier-Messner-Caldonazzi) beziehungsweise beteuerten wahrheitswidrig selbst noch nach dem Krieg in den Verfahren gegen sie wegen Missbrauch der Amtsgewalt und Quälerei, dass es in Wien niemals „verschärfte Verhöre“ gegeben habe. Bereits die erste große Verhaftungswelle im März und April 1938, die vor allem namhafte Gegner des Nationalsozialismus und Juden zum Ziel hatte, wurde von der Gestapo im Hotel Métropole koordiniert, ebenso die folgenden Deportationstransporte in die Konzentrationslager. Im Jahr 1938 plante die Widerstandsgruppe rund um Karl Burian mit den für diesen Zweck durch den ehemaligen Eigentümer Markus Friediger bereitgestellten Bauplänen des Hotel Métropole die Sprengung dieses Gestapo-Hauptquartiers, jedoch wurde die Widerstandsgruppe vor der Verwirklichung des Plans verhaftet.
Die Wiener Leitstelle galt den Nationalsozialisten als „erfolgreichste Gestapo-Zentrale des Reichs“, wobei die Wiener Gestapo-Beamten umfangreich mit V-Leuten arbeiteten. Die Gestapoleitstelle Wien überschritt dabei das in Richtlinien vorgesehene Budget für die Honorierung von Spitzeldiensten um das Fünffache. Nicht nur kriminelle Berufsspitzel, sondern auch prominente sozialistische Politiker, hochrangige RS-Aktivisten, international tätige Spitzenfunktionäre der KPÖ und kommunistische Aktivisten standen im Sold der Gestapo. Hans Pav, Ludwig Leser, Kurt Dernberger, Robert Frank, Anna Mönch, Josef Koutny, Kurt Koppel, Margarete Kahane, Leopold Koutny, Georg Weidinger und Josef Lochmann waren bekannte V-Leute, die teils erhebliche Zuwendungen der Gestapo erhielten und Hunderte Widerstandskämpfer verrieten.
Leiter der Gestapo in Wien war von März bis Dezember 1938 der bayrische Kriminalrat und spätere SS-Brigadeführer und Generalmajor der Polizei Franz Josef Huber, der schon in der Weimarer Republik bei der Kriminalpolizei in München tätig war. SS-Standartenführer Rudolf Mildner wurde sein Nachfolger. Huber gilt als einer der NS-Hauptverbrecher in Österreich. Er wurde nach dem Krieg in der Bundesrepublik als „Minderbelasteter“ eingestuft und mit 500 D-Mark Geldbuße und einem Jahr Gefängnis bedingt in Freiheit entlassen. Er genoss den Schutz der amerikanischen Behörden, weil er sich rechtzeitig mit ihnen arrangierte. SS-Obersturmbannführer (1943) Karl Ebner war stellvertretender Leiter der Gestapo-Leitstelle in Wien. Er hatte als Mitglied des Cartell-Verbandes in der ersten Republik und im Ständestaat in der Polizei seine Karriere begonnen und verfolgte als Abteilungsleiter des Judenreferats (II B 4, später IV B 4) in Wien insbesondere kommunistische Widerstandskämpfer und Juden rücksichtslos. Ebner wurde 1948 vom Volksgericht zu 20 Jahren Kerker verurteilt und durch Bundespräsident Theodor Körner bereits 1953 begnadigt. Der wegen seiner Brutalität berüchtigte Johann Sanitzer leitete lange Zeit das für den legitimistischen und österreich-patriotischen Widerstand zuständige Referat.
Am 12. März 1945 brannte das Gebäude nach Bombentreffern aus und wurde später abgerissen. 1968 wurde an der Stelle der ehemaligen Gestapo-Zentrale der Leopold Figl-Hof errichtet.
An der Gebäudevorderseite, unterhalb der ersten Loggia befindet sich ein Relief zur Erinnerung an die Opfer der Gestapo. Vis-a-vis der Front des ehemaligen Sitzes der Gestapo-Zentrale steht seit 1951 ein Mahnmal für die Opfer der NS-Gewaltherrschaft, welches 1985 erneuert und 1999 erweitert wurde. 
An der Hinterseite des heutigen Gebäudes ein Gedenkraum (Eingang Salztorgasse 6). Der Gedenkraum wurde 2011 nach gründlicher Renovierung und Aufbau einer neuen Ausstellung als Gedenkstätte für die Opfer der Gestapo Wien wieder eröffnet. An gleicher Adresse führte Simon Wiesenthal – der auch hier wohnte – sein Dokumentationszentrum.

## Dienstgrade
Die Gestapo verwendete die Dienstgrade der Kriminalpolizei.
| Dienstgradvergleich von Sicherheitspolizei, Ordnungspolizei und Schutzstaffel (SS) (Stand: 10. April 1941 bis 8. Mai 1945) |                                                                                        | |                                    |
| Dienstgrade der Sicherheitspolizei (Kriminalpolizei, Gestapo)                                                              | Dienstgrade der Ordnungspolizei (Verwaltungspolizei)                                   | Dienstgrade der Ordnungspolizei (Schutzpolizei, Gendarmerie, Feuerschutzpolizei)                                               | Dienstgrade der Schutzstaffel (SS) |
| Höhere SS- u. Polizeiführer (Generäle)                                                                                     |                                                                                        | |                                    |
| Reichsführer SS u. „Chef der Deutschen Polizei“                                                                            |                                                                                        | |                                    |
| — | „Chef der Ordnungspolizei“ (ab April 1942)                                             | „Chef der Ordnungspolizei“ (ab April 1942) Generaloberst der Polizei und SS-Oberstgruppenführer                                | SS-Oberstgruppenführer             |
| „Chef der Sicherheitspolizei und des SD“                                                                                   | „Chef der Ordnungspolizei“ (bis April 1942)                                            | „Chef der Ordnungspolizei“ (bis April 1942) General der Polizei und SS-Obergruppenführer                                       | SS-Obergruppenführer               |
| ??? | Ministerialdirektor                                                                    | Generalleutnant der Polizei und SS-Gruppenführer                                                                               | SS-Gruppenführer                   |
| ??? | „Polizeipräsident“ Ministerialdirigent                                                 | Generalmajor der Polizei und SS-Brigadeführer                                                                                  | SS-Brigadeführer                   |
| Führer (Offiziere) |                                                                                        | |                                    |
| — | „Polizeipräsident“                                                                     | — | SS-Oberführer                      |
| „Reichskriminaldirektor“ Regierungs- und Kriminaldirektor                                                                  | „Polizeipräsident“ Ministerialrat Regierungsdirektor                                   | Oberst der Polizei | SS-Standartenführer                |
| Oberregierungs- und Kriminalrat                                                                                            | „Polizeidirektor“ (Polizeichef kleinerer Städte) Oberregierungsrat                     | Oberstleutnant der Polizei | SS-Obersturmbannführer             |
| Regierungs- und Kriminalrat Kriminal-Direktor Kriminalrat (mit über 15 Dienstjahren)                                       | Regierungsrat Polizeirat Amtsrat Amtmann                                               | Major der Polizei | SS-Sturmbannführer                 |
| Kriminalassessor (a.p.) Kriminalrat Kriminalkommissar (mit über 15 Dienstjahren)                                           | Regierungsassessor (a.p.) Amtmann (a.p.) Polizeirat Polizeioberinspektor               | Hauptmann der Polizei Revier-Hauptmann (bis 1939: Oberinspektor)                                                               | SS-Hauptsturmführer                |
| (a.p.) Kriminalkommissar Kriminalinspektor Kriminalobersekretär                                                            | Ministerialregistrator Assessor Polizeiinspektor (auch mit Zulage) Polizeiobersekretär | Oberleutnant der Polizei Revier-Oberleutnant (bis 1939: Inspektor)                                                             | SS-Obersturmführer                 |
| Kriminalkommissar auf Probe / zur Prüfung Hilfskriminalkommissar Kriminalsekretär                                          | (a.p.) Polizeiinspektor Polizeisekretär Kanzleisekretär technischer Obersekretär       | Leutnant der Polizei Revier-Leutnant (bis 1939: Obermeister)                                                                   | SS-Untersturmführer                |
| Unterführer (Unteroffiziere)                                                                                               |                                                                                        | |                                    |
| Kriminalsekretär | Polizeisekretär                                                                        | Meister | SS-Sturmscharführer                |
| Kriminaloberassistent | Polizeigefängnishauptwachtmeister Polizeioberassistent                                 | Hauptwachtmeister | SS-Hauptscharführer                |
| Kriminalassistent | Polizeiassistent Polizeigefängnisoberwachtmeister                                      | Revier-Oberwachtmeister (Schutzpolizei) Bezirks-Oberwachtmeister (Gendarmerie) Zugwachtmeister (kasernierte Polizei-Einheiten) | SS-Oberscharführer                 |
| (a.p.) Kriminalassistent (außerplanmäßige Stelle)                                                                          | (a.p.) Polizeiassistent                                                                | Oberwachtmeister | SS-Scharführer                     |
| Kriminalassistentanwärter                                                                                                  | Amtsgehilfe Botenmeister Hausmeister                                                   | Wachtmeister | SS-Unterscharführer                |
| Männer (Mannschaften) |                                                                                        | |                                    |
| — | —                                                                                      | Rottwachtmeister | SS-Rottenführer                    |
| — | —                                                                                      | Unterwachtmeister | SS-Sturmmann                       |
| — | —                                                                                      | Anwärter (nach sechsmonatiger Dienstzeit)                                                                                      | SS-Mann                            |
| Kriminalassistentenanwärter im Vorbereitungsdienst                                                                         | —                                                                                      | Anwärter | SS-Anwärter                        |

Anmerkung: Dienstgrade des mittleren Dienstes stehen in Normalschrift, Dienstgrade des gehobenen Dienstes in Fettschrift und Dienstgrade des höheren Dienstes in Kursivschrift. Dienststellungen (wie „Reichskriminaldirektor“, „Polizeidirektor“ oder „Polizeipräsident“) stehen in Anführungszeichen.

## Dokumentationen
- Holger Hillesheim, Wolfgang Schoen: Die Gestapo. Dreiteilige Dokumentation der ARD/SWR (1. Hitlers schärfste Waffe. 2. Terror ohne Grenzen. 3. Henker an der Heimatfront. Erstsendung: 18. April 2005).